# Шанчеви из Првог српског устанка на Иванковцу
Шанчеви из Првог српског устанка на Иванковцу, насељеном месту на територији општине Ћуприја, представљају непокретно културно добро као знаменито место од великог значаја.
На Шанчевима на Иванковцу, који су подигнути 1805. године задржана је прва навалa регуларне султанове војске. Бој на Иванковцу је вођен под општом командом Карађорђа и непосредним руководством војвода Миленка Стојковића и Петра Добрњца. Турске јединице је предводио Хафиз–паша, који је од последица рањавања умро у Нишу. Турци су претрпели знатне губитке у људству, а заплењено им је оружје, муниција и други ратни материјал. Одбачени су са јужне границе Београдског пашалука, ка њиховој полазној тачки, Нишу.
Иванковачки споменик, подигнут 1951. године у спомен на пале устанике. У форми је тростепене пирамиде од камених блокова, са попрсјем Миленка Стојковића на врху.